# كيث لي (لاعب كرة قدم أمريكية)
كيث لي (بالإنجليزية: Keith Lee)‏ هو لاعب كرة قدم أمريكية أمريكي، ولد في 22 ديسمبر 1957 في سان أنطونيو في الولايات المتحدة.

## وصلات خارجية
- كيث لي على موقع مرجع كرة القدم المحترفة.كوم (الإنجليزية)
- كيث لي على موقع JustSportsStats.com (الإنجليزية)